# Christus (Thorvaldsen)

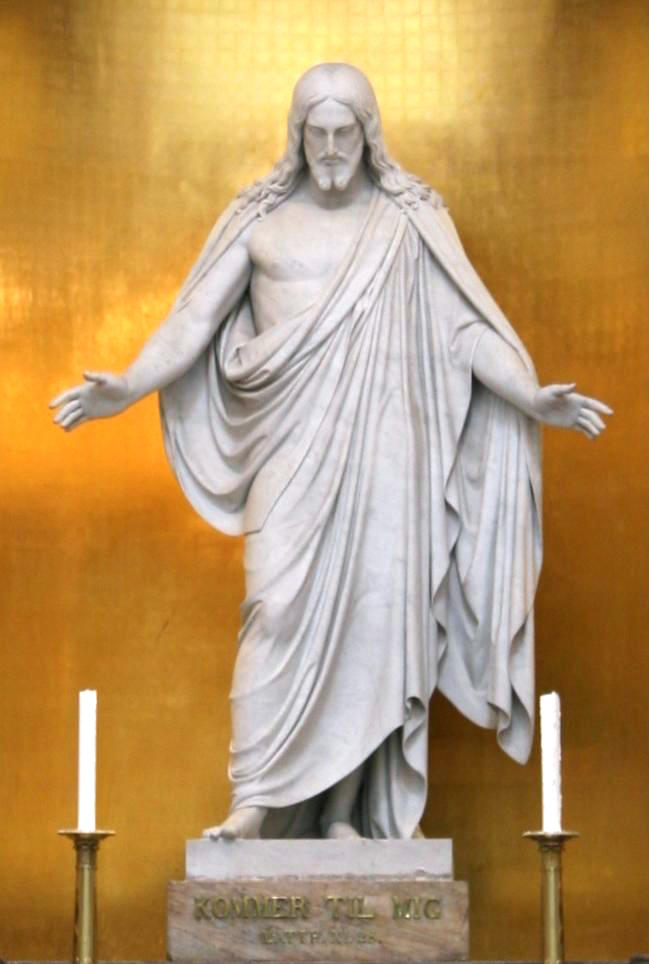
Die Originalstatue in der Frauenkirche (Kopenhagen).

Christus (auch: Segnender Christus; Christus Consolator – „Christus der Tröster“) ist eine klassizistische Statue von Bertel Thorvaldsen (1770–1844). Die Statue aus Carrara-Marmor stellt den auferstandenen Jesus Christus dar. Seit ihrer Fertigstellung 1838 steht sie in der Frauenkirche, der Domkirche des Bistums Kopenhagen der Dänischen Volkskirche, in Kopenhagen, Dänemark. Im Lauf des 19. Jahrhunderts wurde sie in ganz Europa populär und vielfach kopiert. Im 20. Jahrhundert wurde sie von Leitern der Kirche Jesu Christi der Heiligen der Letzten Tage (LDS Church) adaptiert, die darin die zentrale Rolle von Jesus in den Lehren der Kirche ausgedrückt sahen.

## Entstehung
Die Kopenhagener Domkirche war zusammen mit großen Teilen der Stadt beim Bombardement Kopenhagens 1807 zerstört worden. Der klassizistische Neubau wurde 1817 begonnen und war 1829 vollendet. Thorvaldsen wurde beauftragt, für den neuen Dom Statuen von Jesus und den Aposteln anzufertigen. Die Statue von Jesus wurde 1821 fertig. Der Habitus erinnert an Darstellungen der Schutzmantelmadonna. Der Gestus ist der des zum Himmel auffahrenden Christus, der die zurückbleibenden Jünger mit ihnen zugewandten Händen segnet (Lk 24,50–52 ). Diese Darstellung erlangte im 19. Jahrhundert in ganz Europa Berühmtheit. 1896 bezeichnete ein amerikanischer Schriftsteller sie als die „perfekteste Statue von Christus in der Welt“. Die Statue hat eine Höhe von 3,2 m. Sie steht in der Nische des Hauptaltars, während an den Pfeilern des Mittelschiffs Statuen der zwölf Apostel aufgereiht sind, die etwas kleiner sind. Auf dem Sockel ist die Aufschrift Kommer til mig – „Kommt zu mir“ (Mt 11,28 ) angebracht.

## Verbreitung
Im letzten Drittel des 19. Jahrhunderts kam die Figur in kirchlichen Kreisen in Mode. Viele Pfarrer hatten damals kleine Repliken in ihren Amtszimmern stehen. Die Figur war auch als Grabdenkmal beliebt.
In den 1950er Jahren erwarb ein Ältester der Kirche Jesu Christi der Heiligen der Letzten Tage, Stephen L. Richards, eine 3,4 m hohe Replik und schenkte sie dem President of the Church David O. McKay. 1966 wurde die Statue auf dem Temple Square in Salt Lake City, Utah aufgestellt. Eine zweite Replik wurde für den New York World’s Fair 1964 angefertigt und im Pavillon der Kirche ausgestellt. Dies sollte den Besuchern verdeutlichen, dass Mormonen Christen sind.
Seither wurden in verschiedenen Besucherzentren weitere Repliken aufgestellt: in Hamilton (Neuseeland); Laie (Hawaii); Los Angeles (Kalifornien); Mesa (Arizona); Mexiko-Stadt (Mexiko); Nauvoo (Illinois); Oakland (Kalifornien); Palmyra (New York); Portland (Oregon); St. George (Utah); Washington (Washington, D.C.) und Provo (Utah). Weitere Repliken stehen in den Besucherzentren in Hill Cumorah und Independence Missouri. Die Kirche Jesu Christi der Heiligen der Letzten Tage benutzt das Bild des Christus auf ihrer Homepage und in anderen offiziellen Publikationen.
Weitere Kopien
Darüber hinaus kommen Kopien auch in anderen Zusammenhängen vor: Im Johns Hopkins Hospital in Baltimore, Maryland; 2009 bauten Gemeindeglieder einer Kirchengemeinde in Västerås eine Replik aus 30.000 weißen Lego-Steinen; weitere Repliken finden sich in der Friedenskirche in Potsdam, der Johanniskirche in Zittau, der Marienkirche in Suhlendorf und in der Sankt-Petri-Kirche in Stavanger, Norwegen.

## Galerie

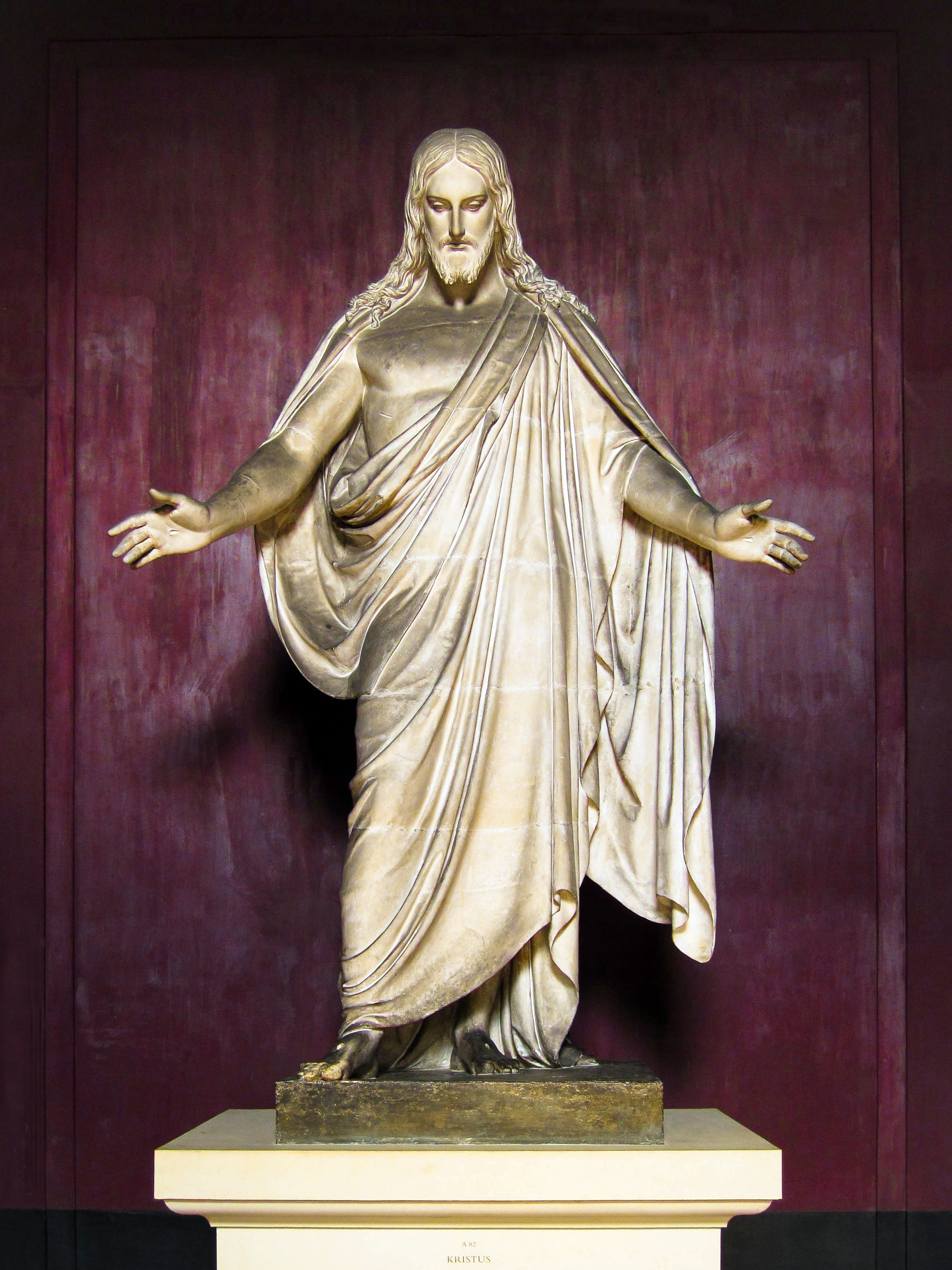
Entwurf der Statue von Thorvaldsen, aus dem Thorvaldsen Museum, Kopenhagen.
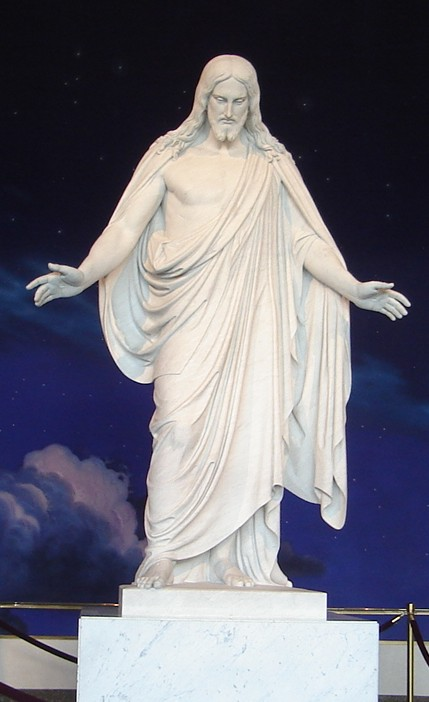
Replik am Temple Square, Salt Lake City, Utah.
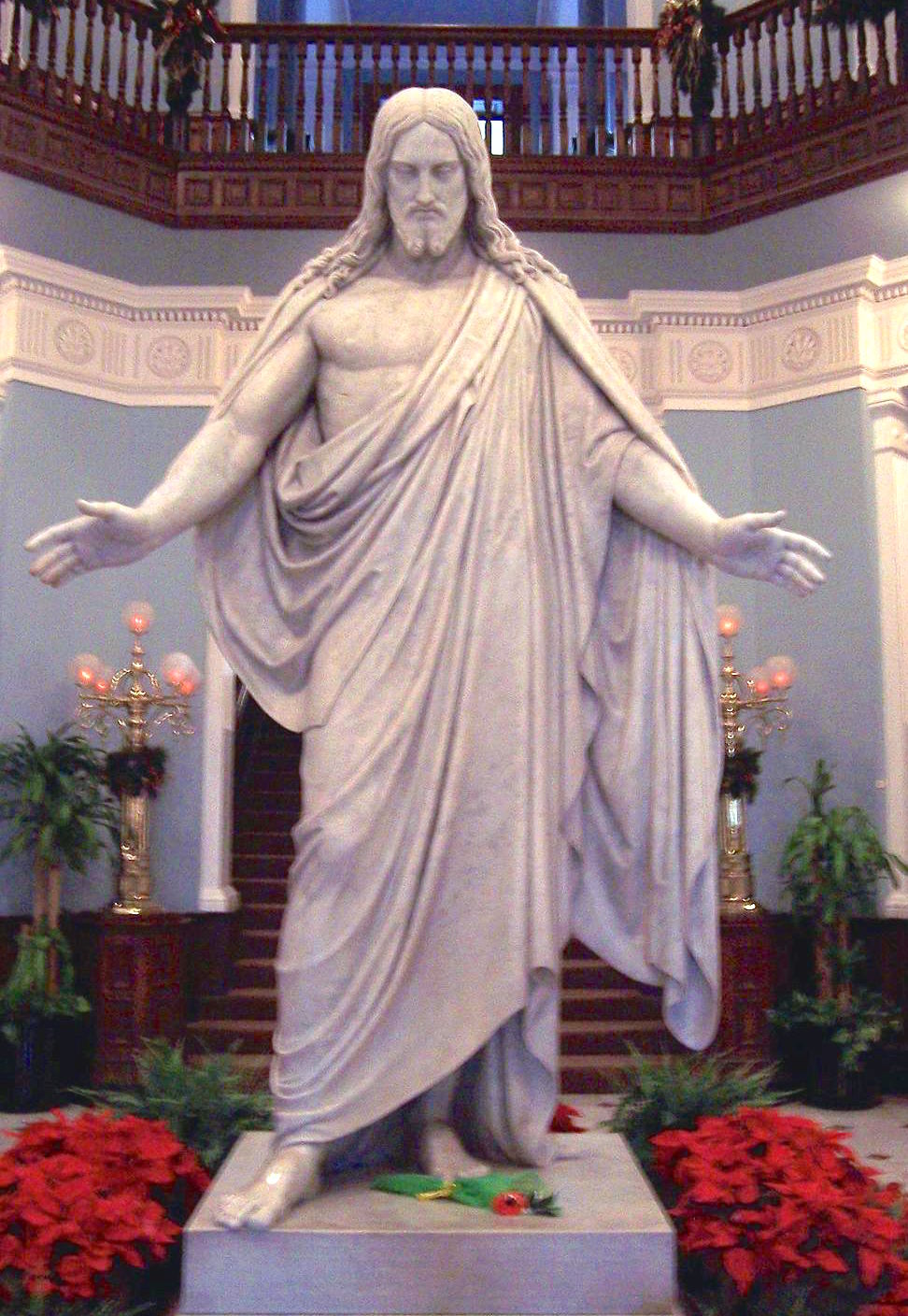
Replik im The Johns Hopkins Hospital in Baltimore, Maryland.
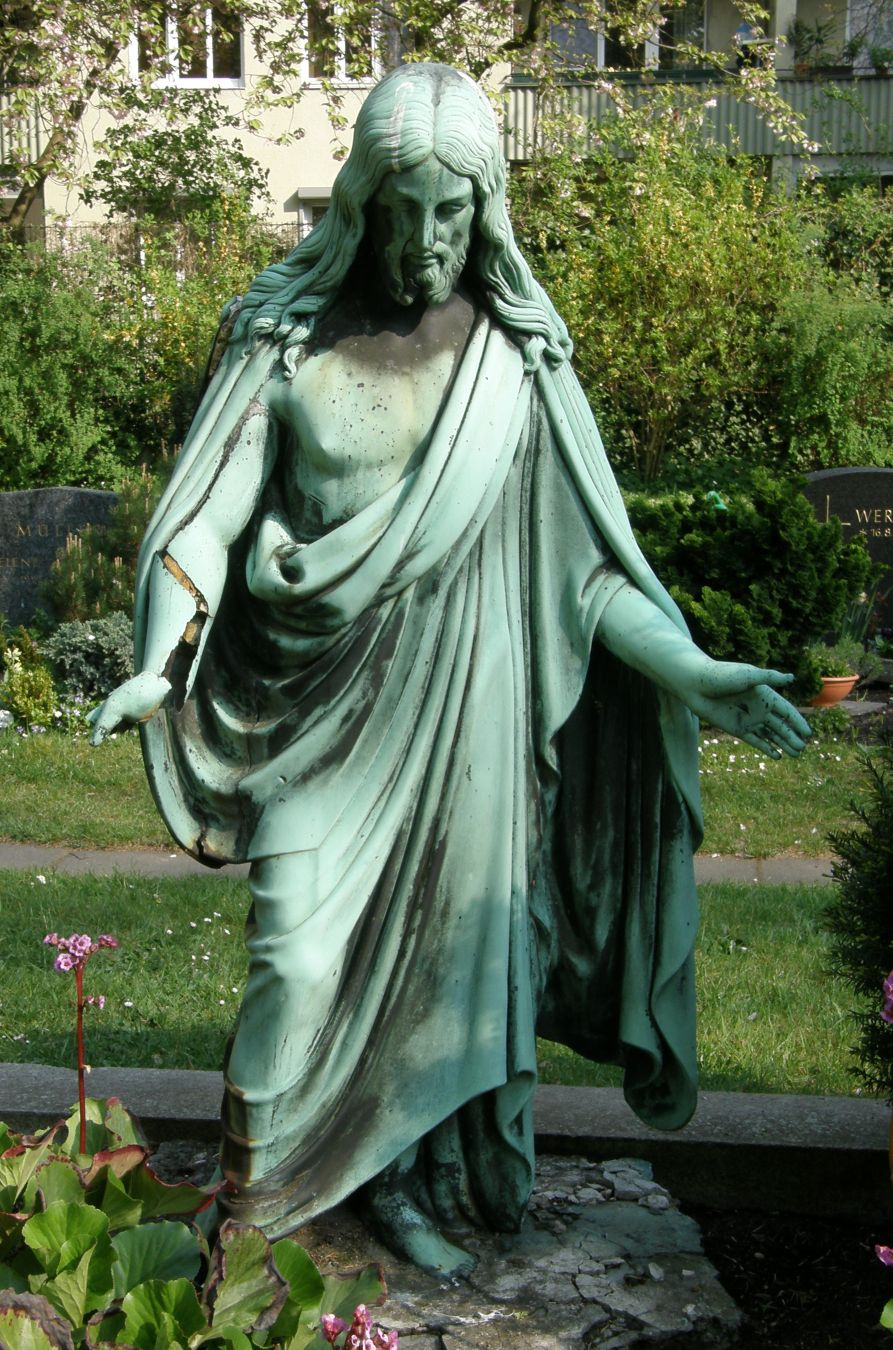
Bronzekopie, Luisenfriedhof I in Berlin.
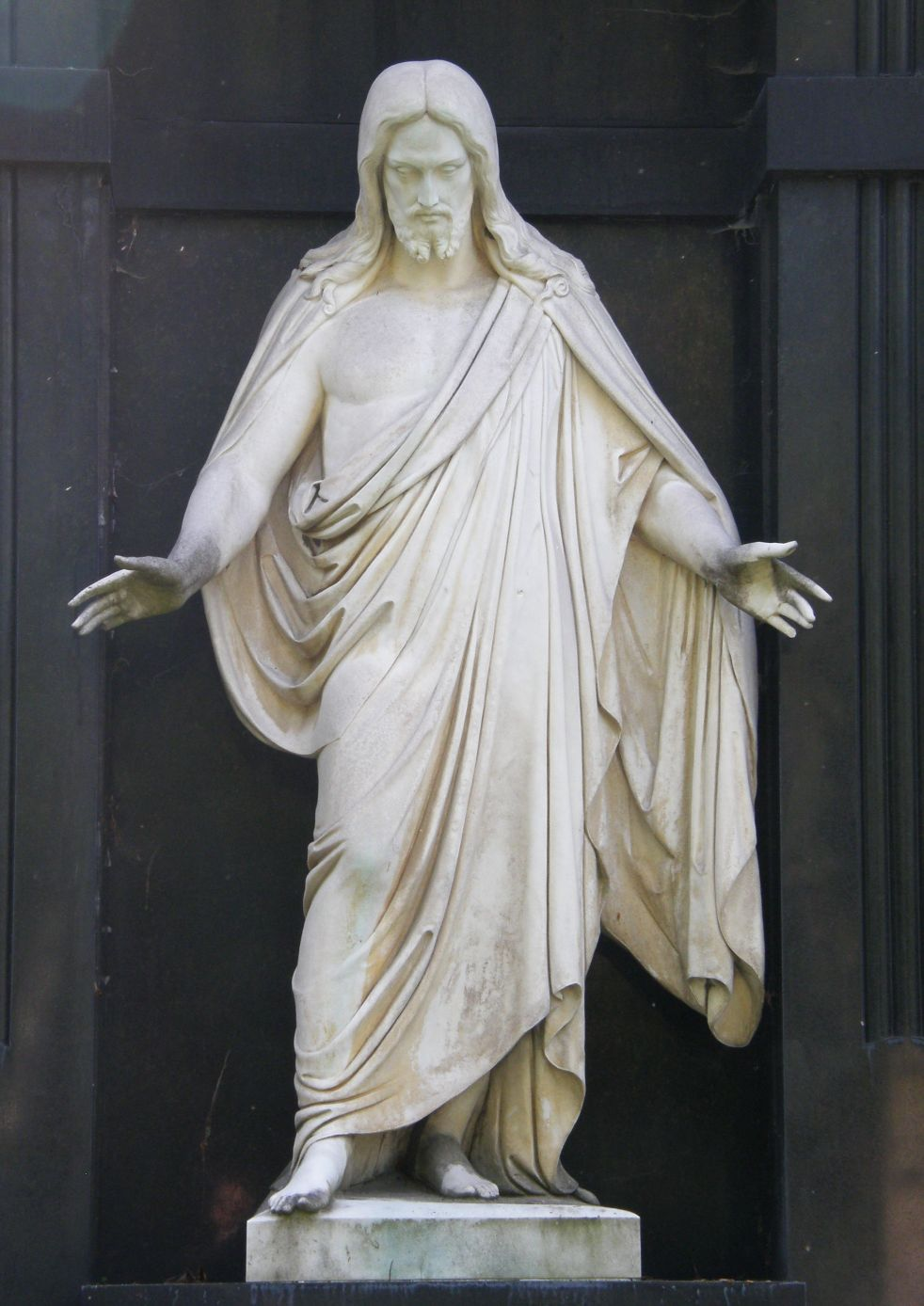
Replik, Luisenfriedhof III in Berlin.
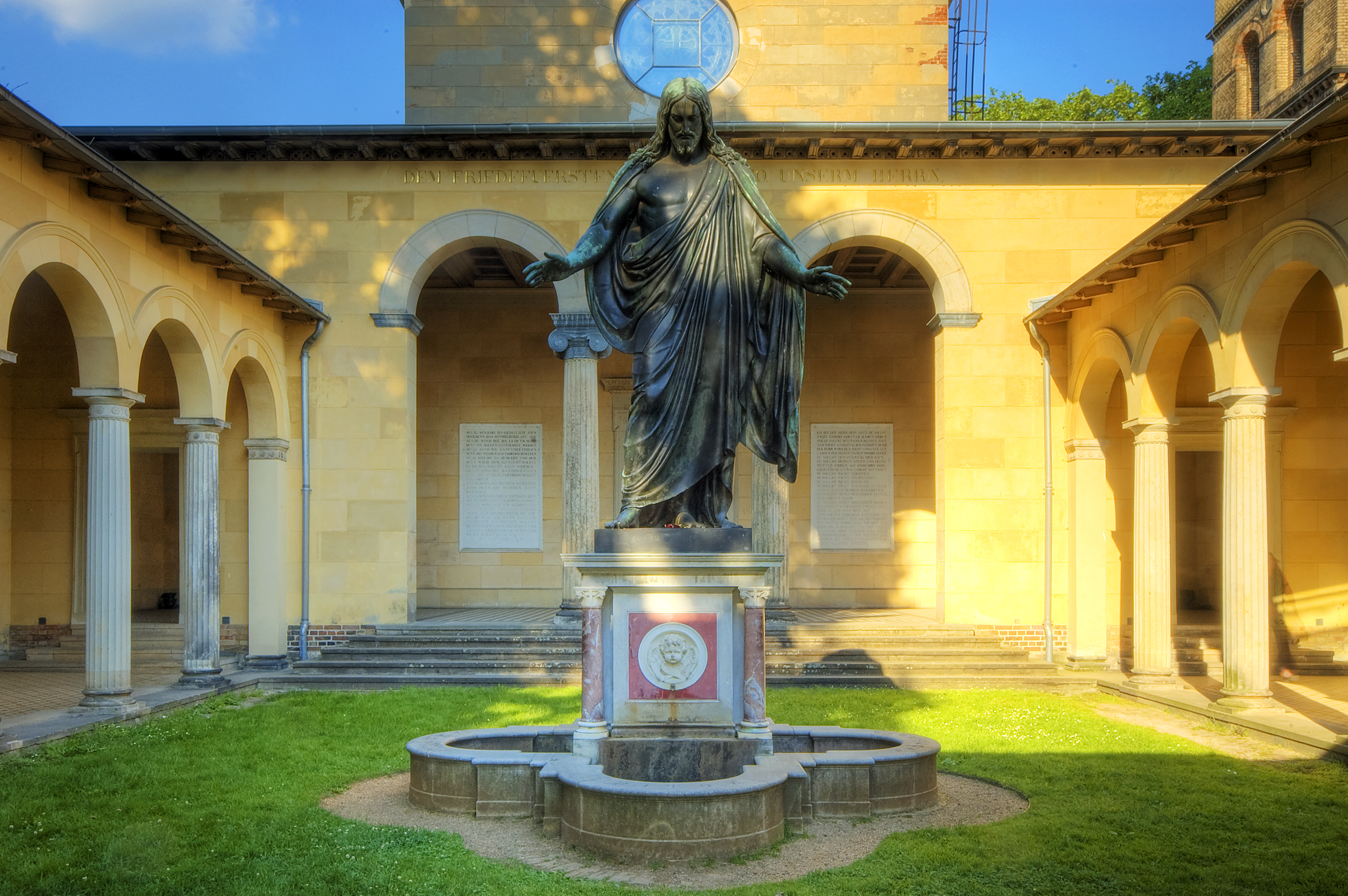
Replik in der Friedenskirche (Potsdam).
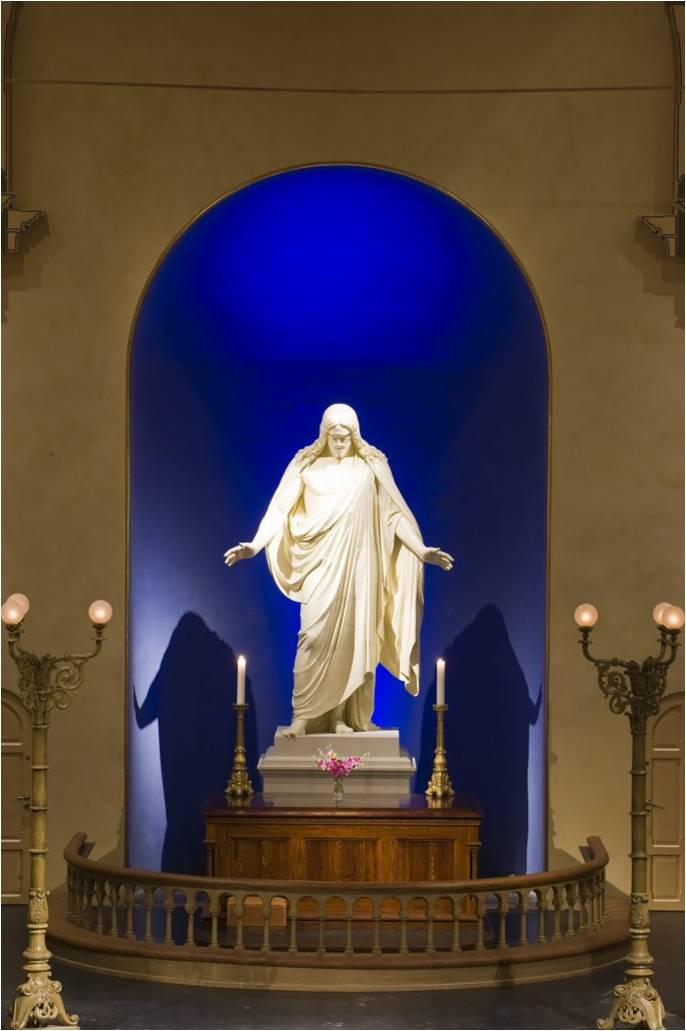
Replik in Sankt Petri Stavanger, Norwegen
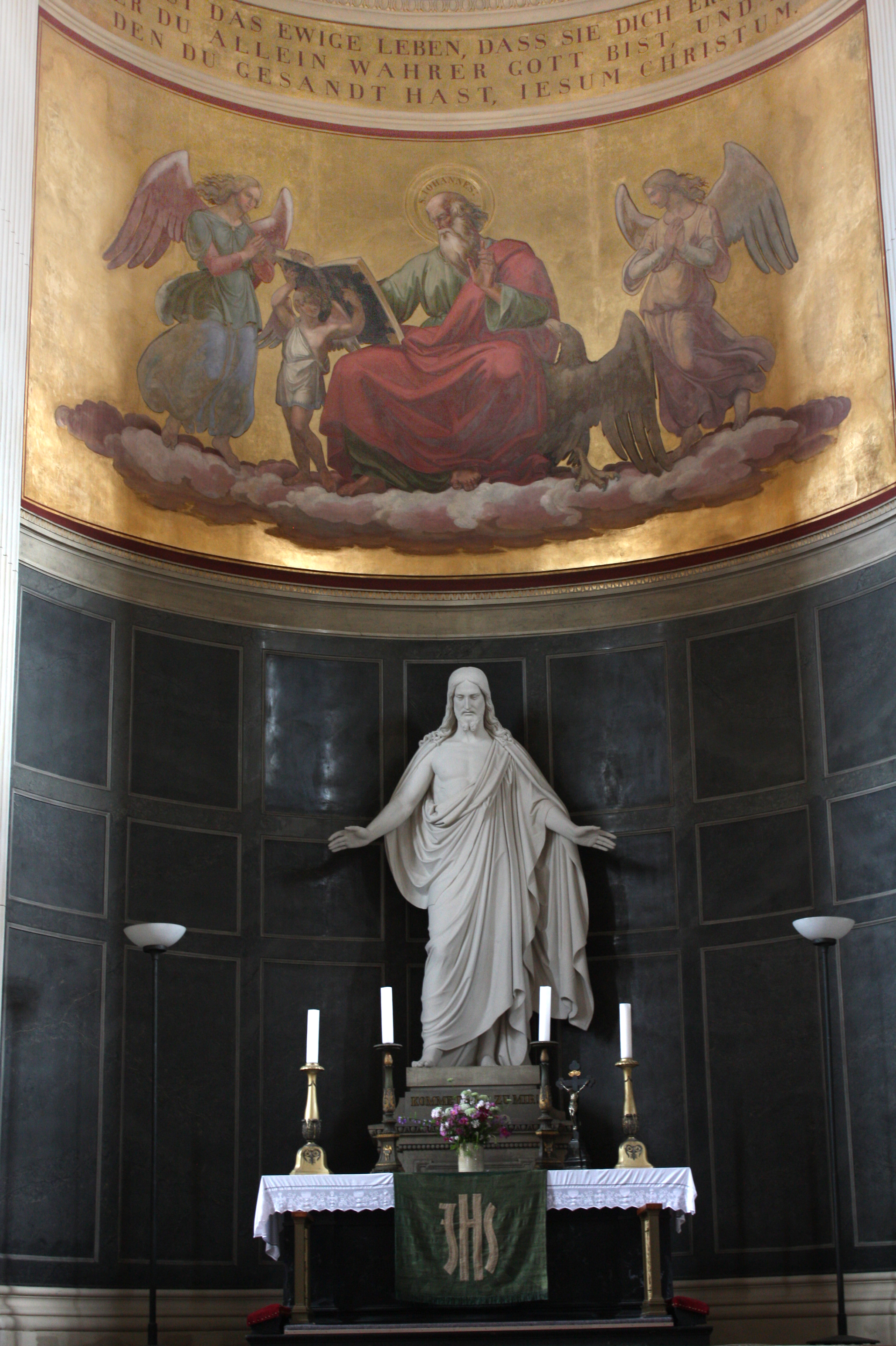
Replik in St. Johannis, Zittau

## Rezeption
Das Motiv fand Aufnahme in das australische Werbeposter zur Rekrutierung von Krankenschwestern für den Einsatz im Ersten Weltkrieg:

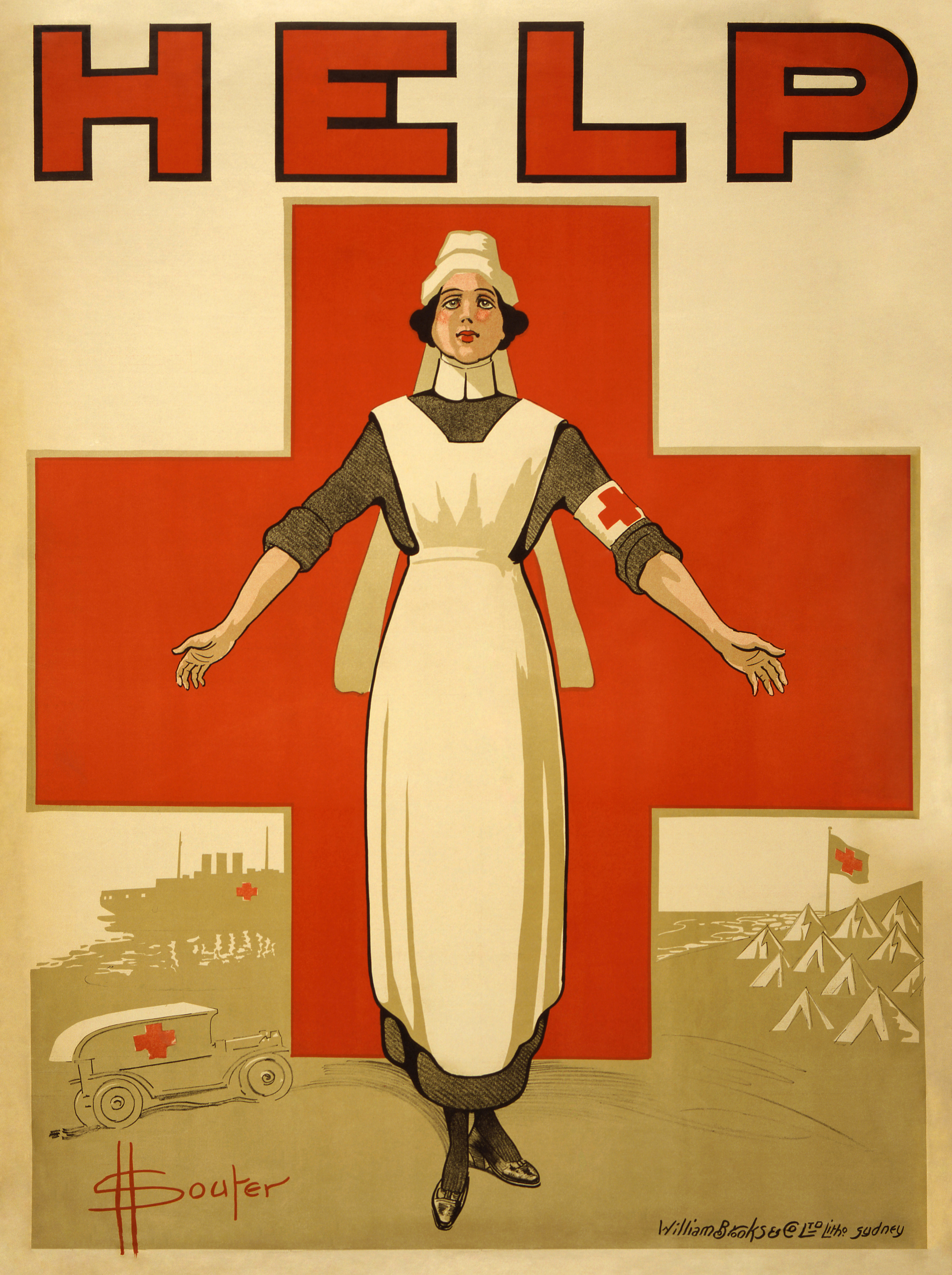
David Henry Souter (1862–1935)